# Salix fuscescens
Salix fuscescens là một loài thực vật có hoa trong họ Liễu. Loài này được Andersson miêu tả khoa học đầu tiên năm 1867.